# Портрет Даниэля Анри Канвейлера
«Портрет Даниэля Анри Канвейлера» (фр. Portrait de Daniel-Henry Kahnweiler) — картина испанского и французского художника Пабло Пикассо. Относится к кубизму. Выполнена маслом на холсте в 1910 году. Находится в Чикагском институте искусств. Размер — 100,4 × 72,4 см.

## История и описание
Портрет Даниэля Анри Канвейлера, писателя и владельца художественной галереи в Париже, остаётся одной из самых загадочных картин художника. Зрители часто воспринимают её как оптическую головоломку, пытаясь разглядывать полотно под разными ракурсами, с которых объёмные формы с затенёнными гранями вдруг встают на свои места и раскрывают человеческий образ. 
Канвейлер позировал для портрета около 30 сеансов, но Пикассо больше не стремился к реалистичному изображению натуры. Он ломал и соединял видимые формы, погружая портретируемого в полупрозрачные мерцающие грани, сливающиеся с окружающим его пространством. Формы, разбитые на различные поверхности и конфигурации, представлены с нескольких точек зрения. Однако несмотря на очень абстрактный характер портрета, Пикассо добавил в него несколько различимых деталей, чтобы направить взгляд и сосредоточить внимание на лице Канвейлера: волна волос, нос, глаза, узел галстука. В итоге из отдельных отрывков коричневого, серого, черного и белого цветов, из теней и бликов прорисовывается достаточно традиционная портретная поза сидящего человека, сложившего руки на коленях.
Британский искусствовед и журналист газеты «The Guardian» Джонатан Джонс в своей статье о выставке Пикассо в Лондоне в 2016 году написал о портрете:
Кубистический шедевр Пикассо — портрет Даниэля Анри Канвейлера 1910 года. Эта картина не только самая важная на выставке, но и, вероятно, величайшее произведение современного искусства, которое сейчас можно увидеть в Лондоне. Это так же глубоко, как и портрет Рембрандта.Джонатан Джонс

В 1948 году Гилберт В. Чепмен передал картину в дар Чикагскому институту искусств в память о Чарльзе Б. Гудспиде.